# Aderus laticeps
Aderus Laticepts é uma espécie de inseto [[Besouro|Coleoptera|coleóptero]] pertencente  a família Aderidae. Foi descrita cientificamente por George Charles Champion em 1890.

## Distribuição geográfica
Habita no México e Guatemala.